# Erik Beijer
Erik Beijer, född den 22 juni 1909 i Göteborg, död den 1 november 1993 i Visby, var en svensk präst. Han var far till Göran Beijer och svärfar till Thord Bylund.
Beijer avlade studentexamen i Göteborg 1928, teologisk-filosofisk examen vid Göteborgs högskola 1930, teologie kandidatexamen vid Uppsala universitet 1936 och teologie licentiatexamen där 1953. Han promoverades till teologie hedersdoktor i Uppsala 1972. Beijer var pastorsadjunkt i Visby 1938–1939, kyrkoadjunkt där 1939–1942, predikant vid Gotlands länslasarett 1938–1942, militärpastor vid Gotlands infanteriregemente 1939–1967, kyrkoherde i Vänge pastorat 1943–1974 och prost honoris causa från 1960. Han innehade ett stort antal kyrkliga uppdrag, såväl inom stiftet som nationellt och internationellt. Beijer var orator vid prästmötet i Visby 1954 och preses 1960. Han var vikarierande direktor för Svenska teologiska institutet i Jerusalem 1976–1977. Han utgav ett stort antal exegetiska skrifter och var under  1973 och 1977 tillförordnad professor i exegetik vid Uppsala universitet. Beijer publicerade bland annat Falska profeter (1944), Kristi Kyrka och Kristi lärjungar (1952), Det Heliga Landet på Jesu tid (1955), Nya Testamentet, hur det kommit till och vad det innehåller (1958), Kristologi och etik i Jesu Bergspredikan (prästmötesavhandling, 1960) samt uppsatser och artiklar i dags- och fackpress. Han blev ledamot av Nordstjärneorden 1961. Beijer vilar på Vänge kyrkogård.